# 니콜로 차니올로
니콜로 차니올로(이탈리아어: Nicolò Zaniolo, 1999년 7월 2일 ~ )는 이탈리아의 축구 선수로 현재 세리에 A의 피오렌티나에서 공격형 미드필더로 활약 중이다.

## 수상

### 클럽
AS 로마
- UEFA 유로파컨퍼런스리그 : 우승 (2021-22)

### 국가대표팀
이탈리아 U-19
- UEFA U-19 축구 선수권 대회 : 준우승 (2018)

### 개인
- UEFA U-19 축구 선수권 대회 드림팀 : 2018
- 세리에 A 최우수 신인상 : 2018-19